# Писанюк Лука Володимирович
Писанюк Лука Володимирович (?, село Батиїв, Радехівський повіт, Королівство Галичини та Володимирії, Австро-Угорщина — ?) — підполковник Армії УНР.

## Біографія
Походив з села Батиїв Радехівського повіту на Галичині. 
Закінчив гімназію у Бродах. З 1914 року — доброволець у складі Легіону Українських Січових стрільців австро-угорської армії. Закінчив кадетську школу (у 1916 році). Останнє звання в австро-угорській армії — лейтенант.
З грудня 1917 року служив у курені ім. Яна Кармелюка військ Центральної Ради. У 1919 році — помічник командира та т. в. о. командира 2-го Запорізького ім. Яна Кармелюка полку Дієвої Армії УНР. Був контужений у бою під Старокостянтиновим та поранений у бою під ст. Кодима. 21 грудня 1919 року був визнаний інвалідом з утратою 70 % працездатності. 
Незважаючи на це, у січні 1920 року згодився доставити лист голови уряду УНР І. Огієнка до рейдуючої у Першому Зимовому поході Дієвої Армії УНР. З лютого 1920 року служив у 15-му стрілецькому курені 4-ї бригади Армії УНР (згодом — 3-тя Залізна дивізія Армії УНР). З 30 квітня 1920 року лікувався у шпиталі. З 23 вересня 1920 року — член військової місії УНР у Румунії. З 20 жовтня 1920 року — приділений до штабу 2-ї Волинської дивізії Армії УНР, згодом — помічник начальника контррозвідки штабу Армії УНР. З кінця 1920 року — помічник командира 3-ї Запорізької бригади 1-ї Запорізької стрілецької дивізії Армії УНР.
У 1920—30-х роках мешкав в еміграції у Польщі, з 1945 року — в еміграції у Німеччині.
Подальша доля невідома.